# ヒンドゥスタン・ユニリーバ
ヒンドゥスタン・ユニリーバ（英語：Hindustan Unilever Limited、HUL）は、インドマハーラーシュトラ州ムンバイに本社を置く家庭用品製造販売会社。その名の通りユニリーバのグループ会社である。

## 概要
1933年にリーバ・ブラザーズ・インド（Lever Brothers India Limited）として設立され、1956年にユナイテッド貿易とヒンドスタン・バナスパチ製造と合併して、リーバ・ブラザーズ（en:Lever Brothers）のインド法人であるヒンドゥスタン・リーバ（Hindustan Lever Limited）が成立する。2007年6月に現在のヒンドゥスタン・ユニリーバに社名変更した。
所要商品は石鹸、洗剤、茶、コーヒー、乳製品、料理用油脂、果物、野菜製品、小麦製品、肥料、靴、絨毯など多岐にわたる。